# Parco nazionale dei laghi di Plitvice
Il parco nazionale dei laghi di Plitvice (in croato Nacionalni park Plitvička jezera) è un'area naturale protetta che si trova in Croazia, nel complesso montuoso di Lička Plješivica, in un territorio di fitte foreste, ricco di corsi d'acqua, laghi e cascate.
Il parco nazionale è stato fondato nel 1949 e si trova nella zona carsica montuosa della Croazia centrale, al confine con la Bosnia ed Erzegovina. L'importante strada nord-sud che attraversa l'area del parco nazionale collega l'entroterra croato con la regione costiera adriatica. L'area protetta si estende per 296,85 km2. Circa il 90% di questa area fa parte della contea di Lika-Senj, il restante 10% fa parte della contea di Karlovac.
Nel 1979, il Parco Nazionale dei Laghi di Plitvice è stato iscritto nella lista del patrimonio mondiale dell'UNESCO, per la sua eccezionale e pittoresca serie di laghi di tufo, grotte e cascate collegate.

## Area

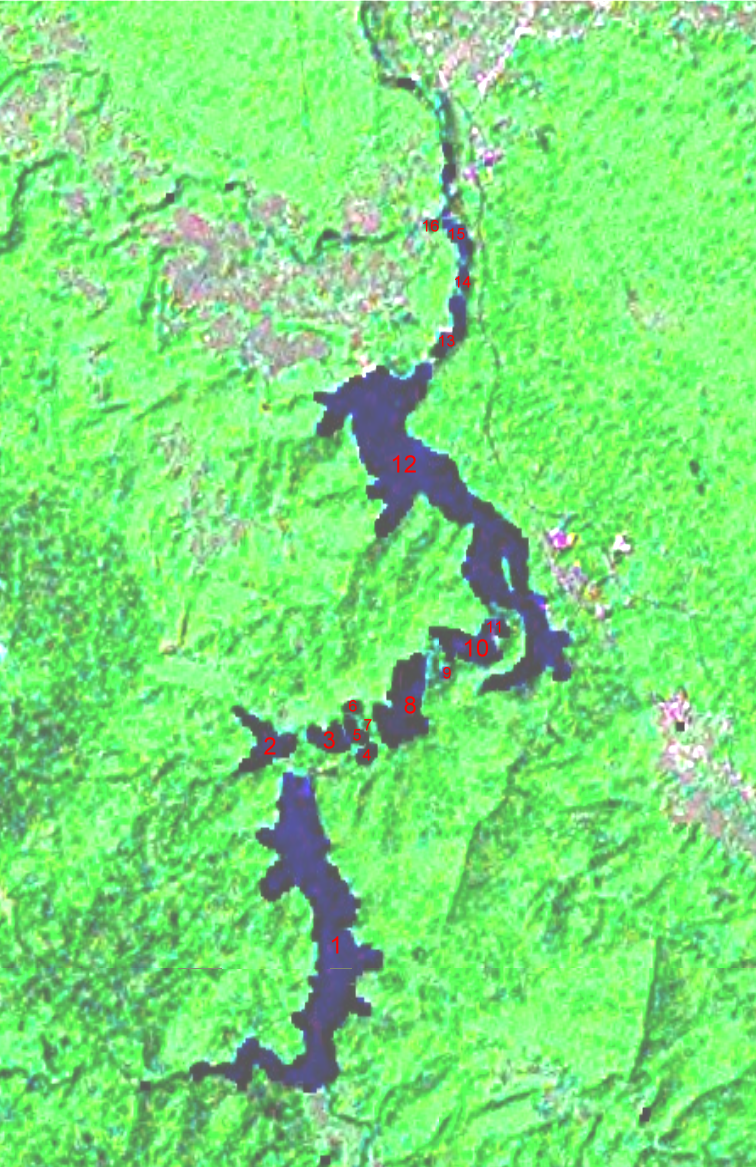
Vista dei laghi in un'immagine satellitare

I laghi del parco nazionale sono disposti a cascata. Sedici laghi possono essere visti dalla superficie. I laghi sono rinomati per i loro colori caratteristici, che vanno dall'azzurro al verde, dal grigio al blu. I colori cambiano costantemente a seconda della quantità di minerali o organismi nell'acqua e dell'angolo della luce solare.

## Etimologia
Il nome Plitvice fu menzionato per la prima volta in un documento scritto nel 1777 da Dominik Vukasović, il sacerdote di Otočac. Questo nome è stato designato a causa dei fenomeni naturali che hanno creato i laghi. La natura ha formato bacini poco profondi (in croato pličina o plitvak, plitko significa "poco profondo"), che sono stati riempiti d'acqua. Per secoli, l'acqua ha cambiato il calcare e quindi il paesaggio di questa zona. Le barriere di travertino emergenti deceleravano e trattenevano l'acqua corrente. Queste dighe crescono continuamente in altezza.

## Storia
Durante il VI secolo, gli Avari si stabilirono in questa regione, seguiti dai Croati. I croati alla fine sfidarono il controllo degli Avari e si stabilirono permanentemente nella regione. In epoca medievale, i frequenti attacchi dei mongoli rappresentavano una minaccia permanente per la popolazione stanziale.
Il dominio croato e in particolare il governo delle famiglie nobili Zrinski e Frankopan portarono alla ripresa economica in tutta l'area. Sui resti di un antico insediamento dei Japods e dei Romani fu costruito un monastero presso i laghi. Presumibilmente, questo monastero apparteneva all'Ordine di San Paolo Primo Eremita (pavlinci) o ai Cavalieri Templari. Oggi esistono solo i resti delle mura antiche di questo edificio (gradina). Le fondamenta erano in roccia travertino.
Oltre ai croati nativi che già abitavano la regione e prestavano servizio nell'esercito Austriaco, si aggiunsero molti mitteleuropei centrali e i rifugiati serbo-ortodossi in fuga dalla repressione ottomana; a loro fu dato rifugio nelle aree abbandonate in cambio del servizio militare. Tutta la popolazione della frontiera militare, in particolare i cosiddetti uomini di frontiera, aveva il dovere di proteggere questa zona di disordini permanenti e di terribile distruzione. La regione un tempo era chiamata anche il giardino del diavolo (hortus diabolus).

### I terreni agricoli diventano un'area di svago

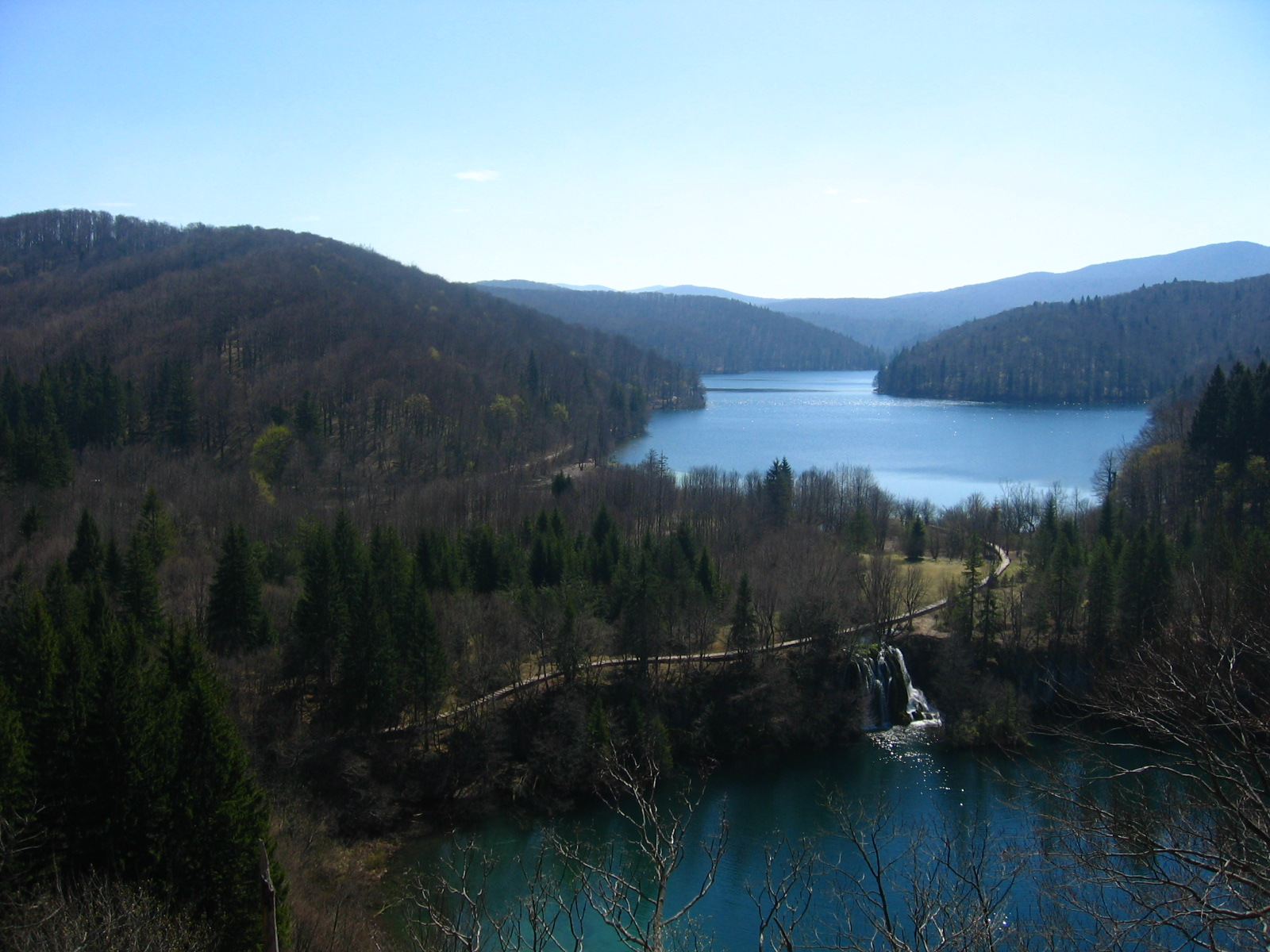
Prošćansko jezero

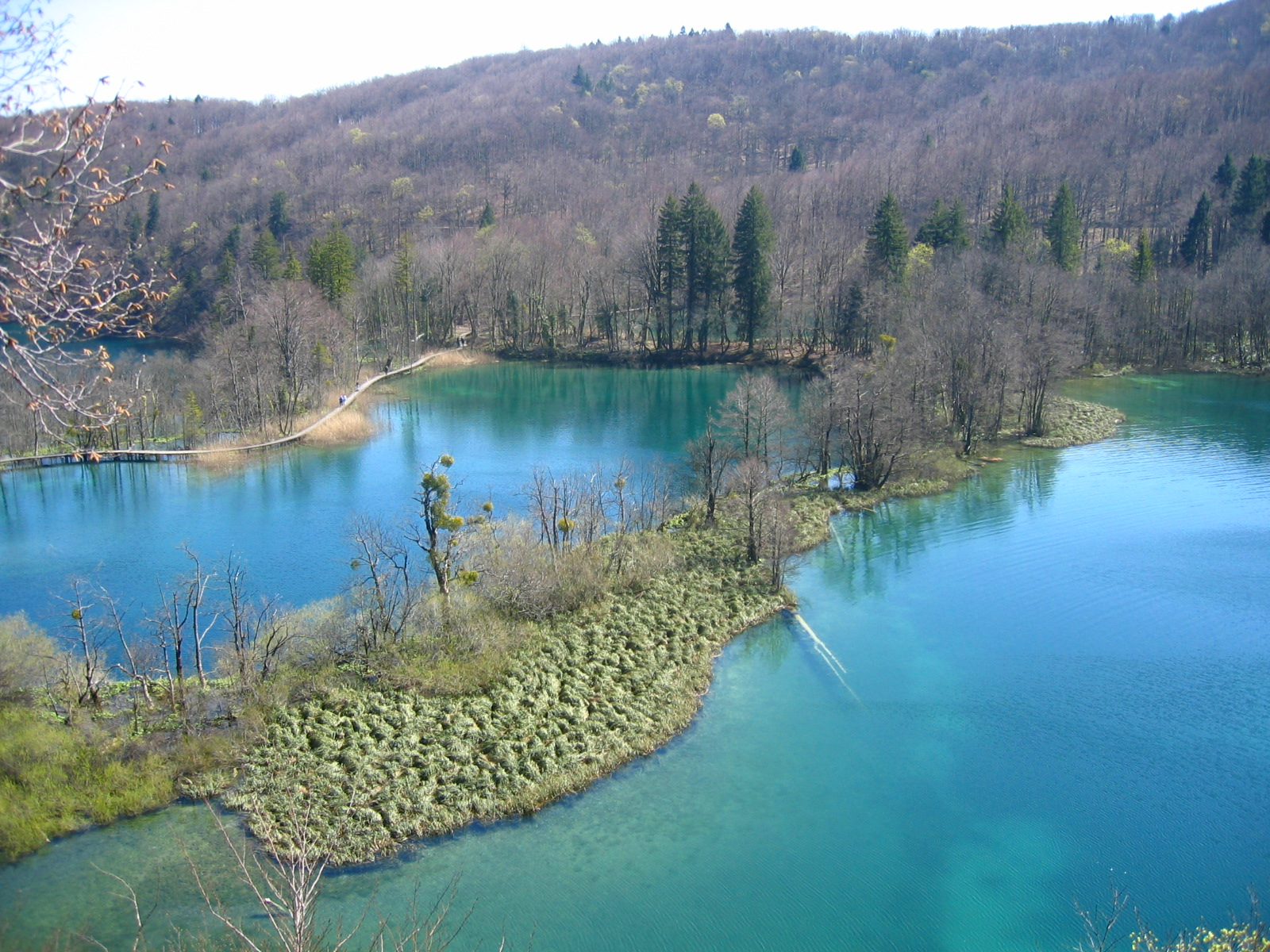
Okrugljak

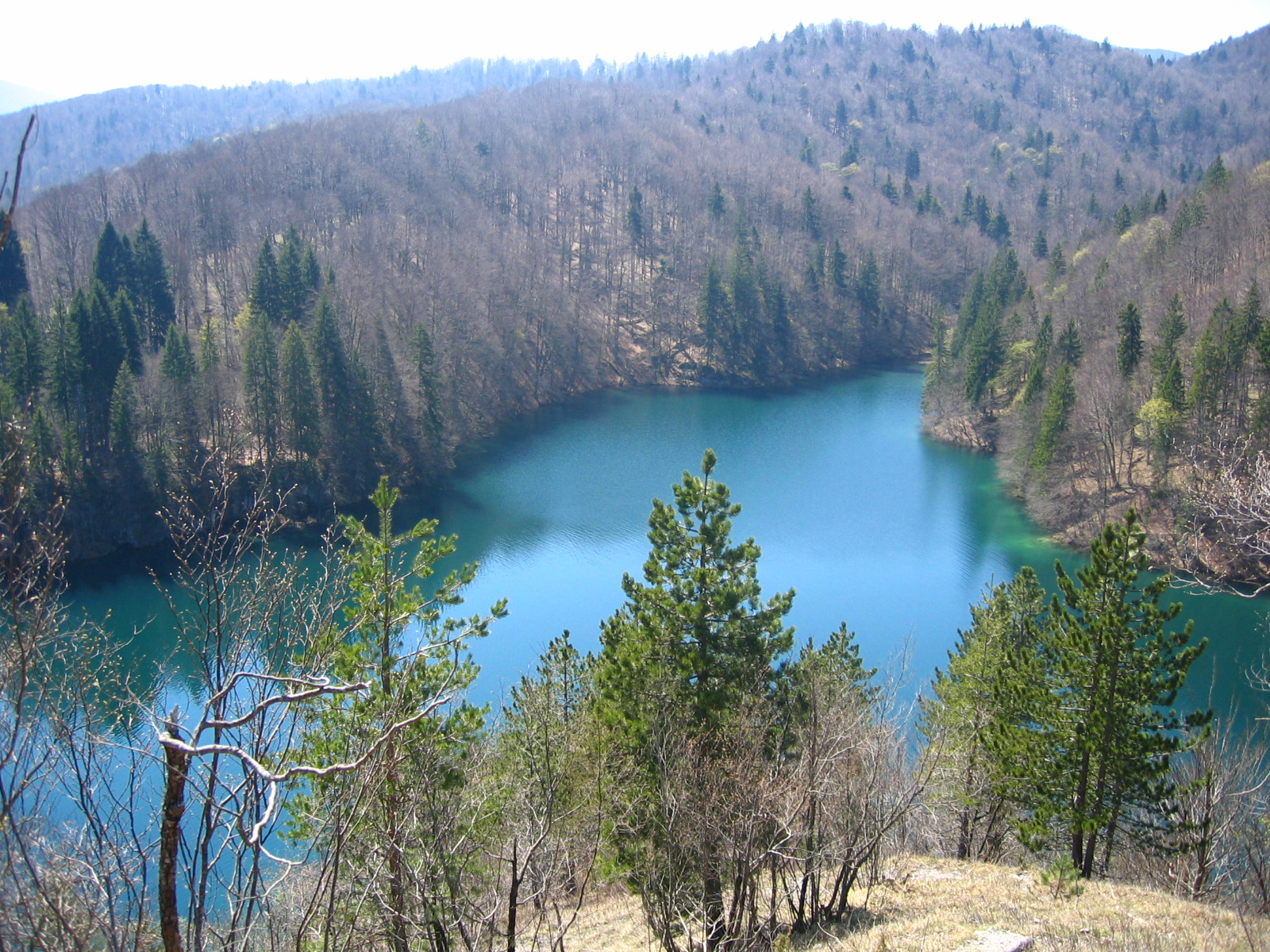
Gradinsko jezero

Già nel 1861 fu eretto un alloggio per i viaggiatori a Velika Poljana. La popolazione locale chiamò questo alloggio la "casa dell'imperatore", poiché in questo luogo risiedevano gli ufficiali militari imperiali. Per la visita della principessa ereditaria Stéphanie del Belgio, moglie del principe ereditario Rodolfo d'Austria nel 1888, i laghi di Plitvice e i loro dintorni furono, per la prima volta, organizzati per scopi turistici. Due sentieri portano ancora i nomi delle figlie dell'imperatore Francesco Giuseppe: "Sentiero di Stefania" (in croato Štefanijin put) e "Sentiero di Dorotea" (Dorotejin put). Nello stesso luogo, oggi chiamato Labudovac, Gustav Janeček, un ceco di Zagabria, costruì un ristorante e un alloggio. Nel 1893, Janeček fondò poi la "Società per la conservazione dei laghi di Plitvice" (Društvo za uređenje i poljepšanje Plitvičkih jezera), con l'obiettivo di preservare i laghi dopo tutte le influenze negative a cui sono stati esposti. La società costruì anche un hotel sui laghi.
Nel 1898, una delle cascate fu intitolata alla cantante lirica croata Milka Ternina. Innamorata del luogo, la cantante dette i soldi dei concerti per preservare il parco, migliorare le piste e costruire sentieri. Nei decenni successivi, gli sforzi di conservazione raggiunsero un punto morto. Tuttavia, durante la seconda guerra mondiale si svolsero alcuni incontri molto significativi ai laghi di Plitvice, come ad esempio la prima conferenza regionale segreta della "Lega dei comunisti di Croazia" (Savez komunista Hrvatske, SKH) nel 1940. Il 14 giugno 1943 si svolse ai Laghi di Plitvice una delle sessioni di fondazione del "Consiglio Nazionale Antifascista della Liberazione Popolare di Croazia" (ZAVNOH). Questo è stato il più alto organo di governo del movimento antifascista in Croazia durante la seconda guerra mondiale. L'ex segretario generale del Partito Comunista di Croazia, Rade Končar, nacque nel Kraj di Končarev sui laghi di Plitvice nel 1911. 

### I laghi come parco nazionale
Le prime iniziative per proclamare il parco area protetta risalgono alla fine del XIX secolo, ma il parco venne istituito solamente nel 1949 divenendo il primo parco nazionale croato.
Tra il 1962 e il 1968, molte produzioni cinematografiche occidentali dei romanzi di Karl May furono girate ai Laghi di Plitvice (principalmente coproduzioni tedesco-franco-jugoslave). Il film di maggior successo di questa serie, Il tesoro del lago d'argento è stato prodotto anche in alcune località all'interno del parco nazionale. (Kaluđerovac nei laghi inferiori serviva da scenario per il "Lago d'Argento").
Durante gli anni '70, sono stati realizzati registri catastali dettagliati del parco nazionale. Il parco è stato iscritto nella lista del patrimonio naturale mondiale dell'UNESCO nel 1979.
Durante gli anni '80, il turismo era in piena espansione in Jugoslavia, diventando presto una delle attrazioni turistiche più popolari. Ma nel marzo 1991 divenne teatro dell'incidente dei Laghi di Plitvice (chiamato anche la "Pasqua di sangue di Plitvice"), il primo scontro armato della guerra d'indipendenza croata che provocò vittime. Il parco venne occupato dai ribelli serbi locali sostenuti da Slobodan Milošević e dall'Esercito popolare jugoslavo (JNA) come parte dell'autoproclamata Repubblica serba di Krajina, con hotel e altre strutture utilizzate come caserme. Durante il periodo sotto il controllo delle forze serbe fedeli a Belgrado, i croati furono  sistematicamente sottoposti a pulizia etnica dalla regione.
All'interno del parco nazionale sono in corso continui progetti di ricerca scientifica. L'amministrazione del parco nazionale si sta attualmente adoperando per introdurre nuove e progressive misure di protezione. C'è una proposta per sostituire i ponti e i percorsi di legno con ponti di barche galleggianti. I vialetti in legno esistenti sono ancorati all'interno dei sedimenti di travertino, creando il pericolo di infiltrazioni e fessurazioni del travertino debole. 
I Laghi di Plitvice sono una delle attrazioni turistiche più visitate della Croazia. Il loro significato naturale, culturale e turistico è diventato un motore per l'economia locale. Circa 1.000.000 di visitatori all'anno contribuiscono notevolmente allo sviluppo economico dell'intera regione. 
A causa dell'elevato turismo e dell'edilizia illegale intorno ai laghi, con i rifiuti fecali che scorrevano nei boschi e nei laghi circostanti senza alcun trattamento, l'acqua dei laghi è diventata inquinata e non più potabile. Nel 2018, l'UNESCO ha minacciato di rimuovere lo status del parco come Patrimonio Naturale dell'Umanità.   Nel 2019, la direzione del parco ha introdotto restrizioni in modo che nei mesi estivi ricevesse fino a 12.000 visitatori al giorno e 600 persone per ogni ingresso al parco e all'ora.
Nel 2024, il direttore del Parco ha dichiarato alla stampa che la principale restrizione nel loro piano di gestione delle visite è il numero di visitatori giornalieri in estate, e che oltre questo la capacità non è esaurita. In pratica, il numero annuale di visitatori si aggira intorno a 1,5 milioni, che è anche quasi il 10% di tutti i visitatori annuali in Croazia.

## Geografia
Il parco si trova per il 90,7% nella regione della Lika e di Segna e per la parte restante nella regione di Karlovac. Dista 140 km da Zagabria, 219 da Spalato, 170 da Fiume. 

## Il parco
Il parco occupa una superficie di 33.000 ettari e comprende 16 laghi disposti in successione, collegati fra loro da cascate. Ospita anche numerose grotte di cui solo una piccola parte è agibile. I boschi sono popolati da 157 specie di uccelli, 50 di mammiferi, 321 di lepidotteri (76 di farfalle e 245 di falene) e altri animali, fra i quali l'orso bruno, il cinghiale, il lupo, la lince e il capriolo. 
I laghi sono formati da due fiumi: il Fiume Bianco ed il Fiume Nero, che confluiscono nel fiume Korana. Le acque di questi fiumi sono ricche di sali calcarei (in prevalenza carbonato di calcio e carbonato di magnesio), provenienti dalla dissoluzione delle rocce carbonatiche che costituiscono la struttura geologica del sito.
Questi sali vengono fatti precipitare dalla vegetazione, formando così degli strati di travertino, una roccia sedimentaria recente. Col passare del tempo questi depositi creano delle vere e proprie dighe naturali che fungono da sbarramenti per l'acqua e crescono di circa un centimetro ogni anno. Ad un certo punto la pressione dell'acqua rompe questi argini naturali, aprendosi nel terreno nuovi percorsi. Questo meccanismo, in realtà comune a tutte le acque calcaree, a Plitvice ha assunto una particolare importanza.
All'interno del parco è possibile spostarsi a piedi, in bici, con la barca o con un trenino. L'alloggio è offerto da alcuni alberghi e campeggi nei dintorni. Nel villaggi che circondano il parco si trovano anche numerose camere da privati.

### Laghi
I laghi si suddividono in laghi superiori (in croato Gornja jezera) e laghi inferiori (in croato Donja jezera).
Gornja jezera
- Prošćansko jezero
- Ciginovac
- Okrugljak
- Batinovac
- Veliko jezero
- Malo jezero
- Vir
- Galovac
- Milino jezero
- Gradinsko jezero
- Buk
- Kozjak

Donja jezera
- Milanovac
- Gavanovac
- Kaluđerovac
- Novakovića Brod

Kozjak è il lago del parco di maggiore estensione ed ha una profondità massima di 47 metri che ne fanno anche il lago più profondo.
| Lago              | altitudine (m) | area (ha) | profondità (m) | Gruppo        |
| ----------------- | -------------- | --------- | -------------- | ------------- |
| Prošćansko jezero | 636            | 68,0      | 37             | Gornja jezera |
| Ciginovac         | 625            | 7,5       | 11             | Gornja jezera |
| Okrugljak         | 613            | 4,1       | 15             | Gornja jezera |
| Batinovac         | 610            | 1,5       | 6              | Gornja jezera |
| Veliko jezero     | 607            | 1,5       | 8              | Gornja jezera |
| Malo jezero       | 605            | 2,0       | 10             | Gornja jezera |
| VIR               | 599            | 0,6       | 5              | Gornja jezera |
| Galovac           | 585            | 12,5      | 25             | Gornja jezera |
| Milinovo jezero   | 576            | 1,0       | 1              | Gornja jezera |
| Gradinsko jezero  | 553            | 8,1       | 10             | Gornja jezera |
| Buk               | 545            | 0,1       | 2              | Gornja jezera |
| Kozjak            | 535            | 81,5      | 47             | Gornja jezera |
| Milanovac         | 523            | 3,2       | 19             | Dolnja jezera |
| Gavanovac         | 519            | 1,0       | 10             | Dolnja jezera |
| Kaluđerovac       | 505            | 2,1       | 13             | Dolnja jezera |
| Novakovića brod   | 503            | 0,4       | 5              | Dolnja jezera |
| Laghi di Plitvice |                | 217,0     |                |               |